# 汪晓源
汪晓源（1954年12月—），男，中华人民共和国政治人物、外交官。

## 生平
1975年，进入中华人民共和国外交部工作，先后在驻墨西哥大使馆、外交部翻译室、外交部美洲大洋洲司、驻古巴大使馆、外交部拉丁美洲和加勒比司、驻西班牙大使馆任职。1997年，挂职河北省徐水县副县长。1998年，任外交部拉丁美洲和加勒比司参赞。2000年8月，出任中华人民共和国驻里约热内卢总领事。2003年8月，出任中华人民共和国驻赤道几内亚大使。2006年3月，出任中华人民共和国驻乌拉圭大使。2007年6月，出任首任中华人民共和国驻哥斯达黎加大使。2009年，任外交部拉丁美洲和加勒比司大使。2011年9月，出任中华人民共和国驻哥伦比亚大使。2015年12月，自驻哥伦比亚大使离任。

## 家庭
已婚，有一女。

## 荣誉

### 外国勋章奖章
- 圣卡洛斯大十字勋章（哥伦比亚，2015年10月19日于波哥大颁发[2]）